# Viticulture au Canada

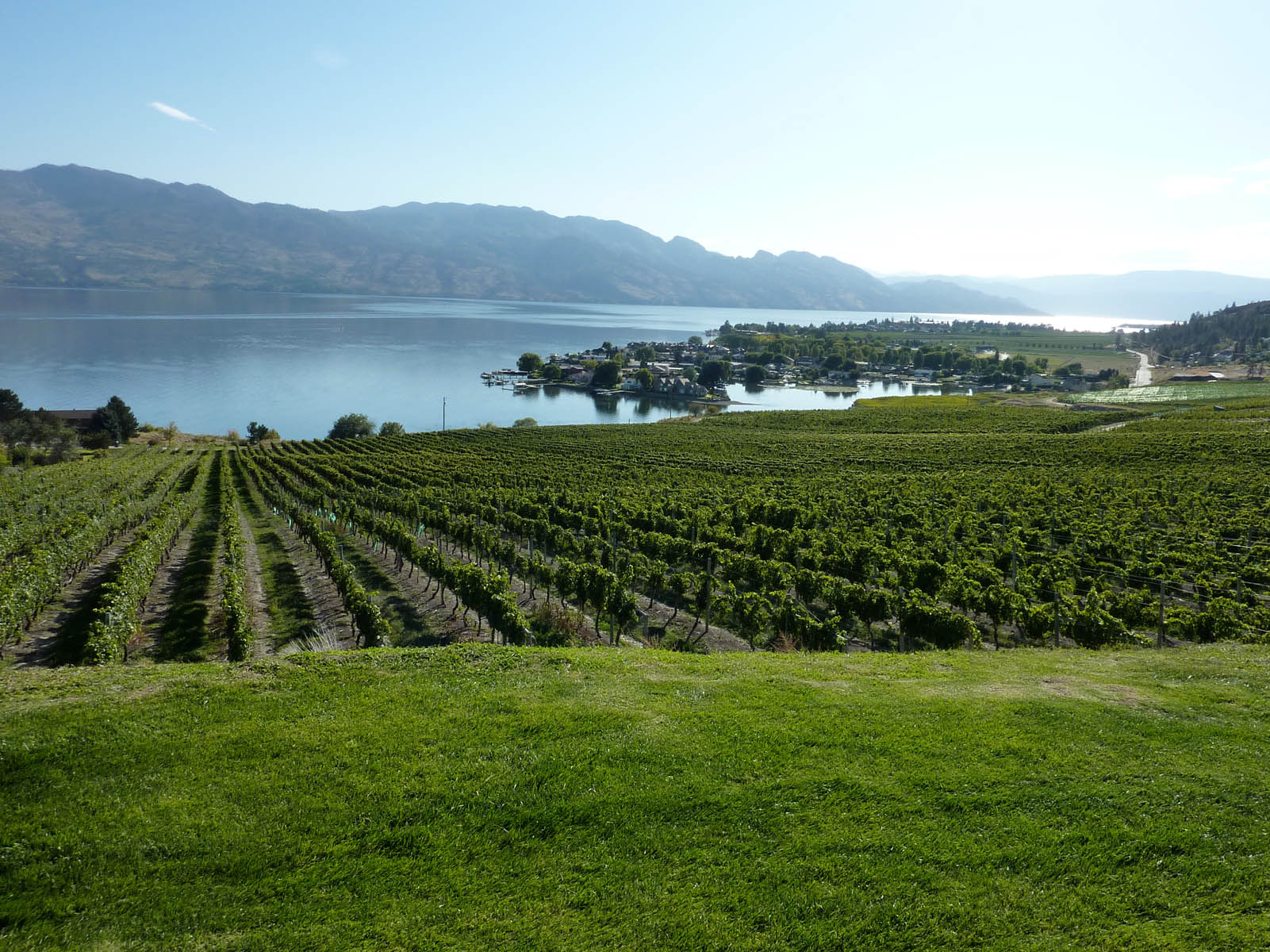
Vignoble dominant le lac Okanagan

La viticulture au Canada connaît un essor sans précédent, en particulier en Ontario, en Colombie-Britannique et au Québec. Elle est basée sur l'utilisation conjointe de cépages nobles de Vitis vinifera et d'hybrides plus résistants aux conditions hivernales. Son produit le plus réputé au niveau international est le vin de glace.

## Historique

### Historique au Québec

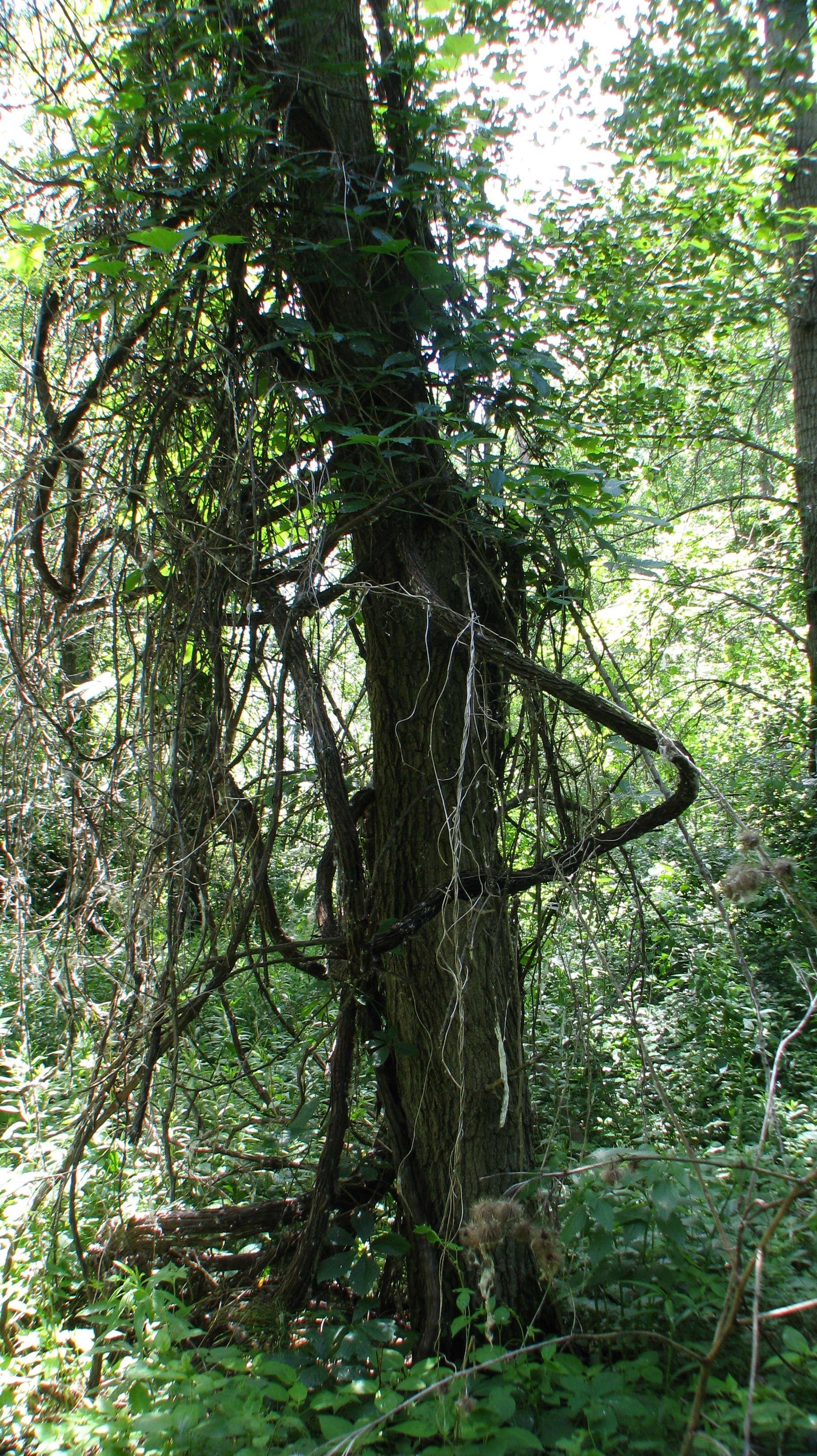
Vitis riparia sur l'île aux raisins dans le parc national des îles Boucherville

Lorsque Jacques Cartier explore le fleuve Saint-Laurent, il note la présence de vignes sauvages (vitis riparia) sur l'Île d'Orléans, en Nouvelle-France et c'est pour cette raison qu'il lui donna le nom d'L’Isle de Bacchus, en 1535, une référence au dieu romain de l'ivresse,.
En 1608, lorsque Samuel de Champlain s'installa sur le site de la future ville de Québec, il y planta des vignes françaises (vitis vinifera) et constata qu'elles ne survivaient pas à l'hiver du pays. De petits vignobles apparurent tout de même dans la colonie au fil du temps. On continua donc la vinification avec les vignes arbustives locales mais, en 1664, force fut de constater qu'elles ne donnaient qu'un vin âcre et teinturier. Les colons se mirent à faire du vin avec le raisin sauvage mêlé à d'autres petits fruits. Ce ne fut pas meilleur.

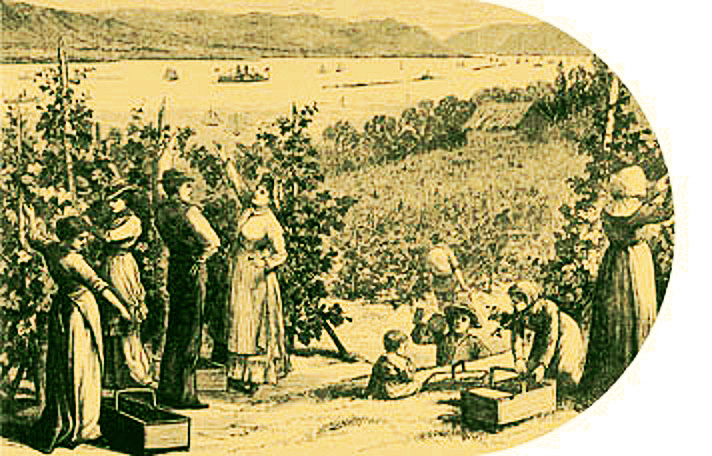
La récolte du raisin sur hautain au Québec à la fin du XIXe siècle

En 1731, les Sulpiciens de Montréal possédaient un vignoble de trois arpents fournissant le vin de messe nécessaire à tous les offices de la religion catholique. D'autres religieux, les Jésuites, se lancèrent à leur tour dans la viticulture et importèrent plusieurs cépages en provenance d'Europe. Ils périclitèrent. Ce qui contraignit aubergistes, religieux et gens fortunés à importer des vins de France et d’Espagne. En 1739, la Nouvelle-France but 775 166 flacons de vin. La population adulte étant alors de 24 260 personnes, cela représentait 32 litres par personne. À titre de comparaison, en 1992, la consommation moyenne des Québécois ne fut que de 14 litres par personne et par an. 

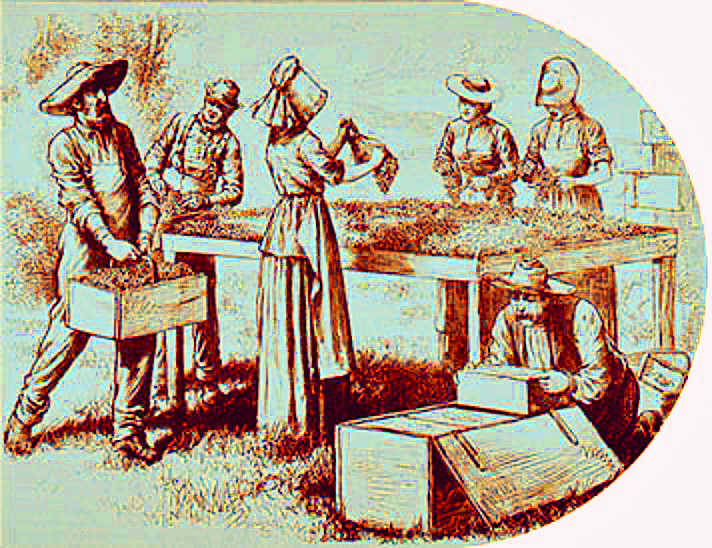
L'emmagasinage et le tri du raisin en Montérégie

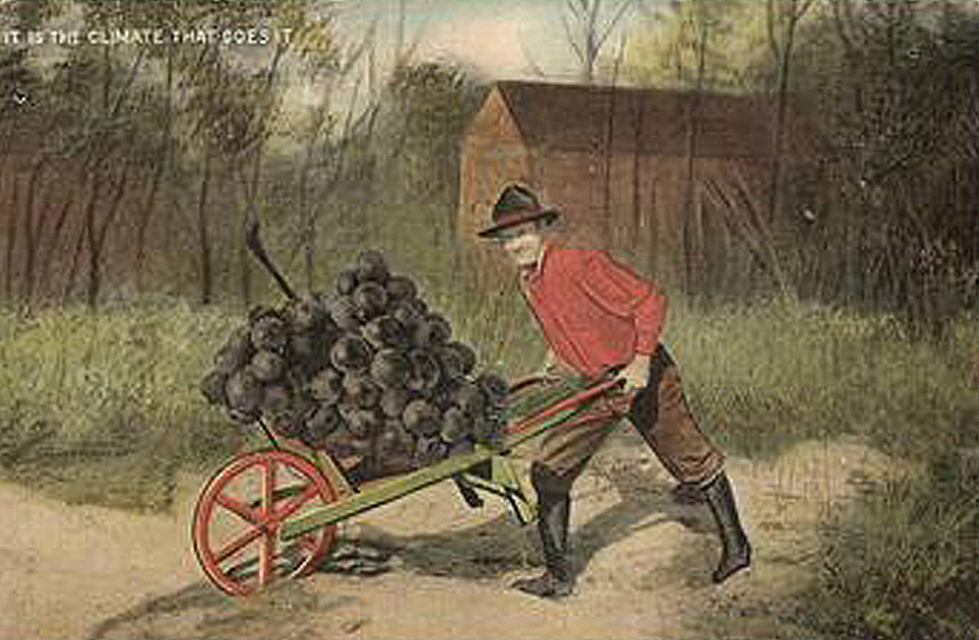
Vendange inespérée

Lors de la Conquête par l'Angleterre et jusqu'à la Confédération, en 1867, ce furent les alcools qui prirent le pas sur le vin. Les Anglais durant cette période avaient interdit tout commerce avec la France. Mais un renouveau eut lieu dans le dernier quart du XIXe siècle. La viticulture, qui avait vivoté jusqu'en 1864, prit son essor quand le gouvernement du Québec subventionna la culture de la vigne en faisant venir des pieds hybrides des États-Unis. En Montérégie, dans les années 1880, Charles Gibbs de Saint-Paul-d'Abbotsford cultiva, sur le versant du mont Yamaska, 47 variétés de raisins provenant d'hybrides nord-américains et de croisements européens. Il a en pépinière 30 000 plants de vignes mais ne vinifie pas lui-même. Mais cette orientation fut contrariée tant par le soutien discontinu de l'État dû aux alternances gouvernementales et les pressions politico-religieuses anti-viticulture. 
À la fin du XIXe siècle et au début du XXe, les échanges ayant repris avec la France, l'exportation du vin augmenta de façon constante. Les années de guerre et la prohibition aux États-Unis firent privilégier les échanges avec l’Europe. La viticulture québécoise périclita. Elle fut sauvée par l'arrivée d'immigrants comme les Italiens, les Portugais et les gens d’Europe centrale, qui se lancèrent dans la culture de la vigne.  
Durant les années 1970, les jeunes Québécois purent plus souvent séjourner en France et en Europe. La découverte des vins du vieux Continent incita quelques-uns à se lancer dans une viticulture de qualité sans l'aide des gouvernements québécois et canadien, qui pourtant, à la même époque, subventionnaient massivement les cultures fruitières.
Joseph-O. Vandal est considéré comme le père de la viticulture moderne au Québec. Avec quelques collaborateurs, il fonda le 2 novembre 1979 l’association des viticulteurs du Québec dont les objectifs sont le développement et la promotion de la viti-viniculture au Québec. Pour ce faire, le Vignoble communautaire de Bourg-Royal à Charlesbourg fut planté en 1983. Avec l’aide de Mario Cliche, enseignant à l’Institut de technologie agroalimentaire de Saint-Hyacinthe et lui-même spécialisé dans les croisements de la vigne, il développa en 1985, soit au bout de quarante ans de labeur, le premier véritable hybride rustique de vigne : le vandal-cliche. Ce cépage blanc a été obtenu à partir des cépages grands-parents aurore, chancellor, Prince of Wales et vitis riparia. Le plant atteint à maturité une hauteur de 2 m et une largeur de 1 m,. 
On assiste à une nouvelle expansion depuis le début des années 1980. Au XXIe siècle, il y a une cinquantaine de vignobles au Québec, tout au long et au sud du fleuve Saint-Laurent, et une production de 40 000 bouteilles/an. Il est à souligner que, lors des concours internationaux, les vins québécois ont remporté plus de 140 médailles en seize ans.
« Le vin canadien pâtit encore de sa réputation d'antan, où la "piquette" faisait office de vin. Le succès des vins canadiens lors de concours internationaux témoigne de l’essor qualitatif et contribue à modifier la perception des consommateurs. »

### Historique à l'échelle du Canada
Selon les sagas norvégiennes, l'explorateur Viking Leif Ericsson a découvert des raisins quand il a débarqué sur le continent américain autour de 1001, raison pour laquelle il aurait nommé l'endroit "Vinland". Bien qu'il ne soit pas clair si Ericsson ait trouvé des raisins ou des myrtilles (bleuets) à son arrivée à terre, à L'Anse-aux-Meadows (Terre-Neuve), il est certain que les raisins sauvages poussaient le long de la côte est de l'Amérique du Nord. 
Johann Schiller est parfois présenté comme le « Père de l'industrie canadienne du vin ». Schiller, un caporal allemand à la retraite, avait reçu une allocation de terre à l'ouest de Toronto. En 1811, il a planté un petit vignoble à partir de boutures de vignes sauvages trouvées le long des berges de la rivière Credit. Schiller fabriqua du vin à partir de ces raisins et le vendit à ses voisins. L'histoire n'est pas attestée. Trente-cinq ans plus tard, le domaine fut racheté par un aristocrate français (ou anglais, selon les sources), Justin McCarthy de Courtenay, qui avait tenté sans succès de reproduire le goût de Bourgogne rouge au Québec. Il eut plus de chance en Ontario et son Gamay remporta un prix à l'Exposition Paris en 1867.
La première véritable opération commerciale de vinification a commencé en 1866 lorsque trois gentlemen farmers du Kentucky ont acquis des terres sur l'île Pelée - le point le plus au sud du Canada, et aussi l'un des plus chauds. Sur cette île, ils ont planté 30 acres de raisins Catawba. Quelques mois plus tard, ils ont été rejoints sur l'île par deux frères anglais, Edward et John Wardoper, qui ont planté leur propre vignoble, moins grand. Peu à peu, les vignes ont été plantés aussi en Ontario, vers l'est le long des rives du lac Érié et dans la péninsule du Niagara, où l'essentiel du vignoble canadien se situe aujourd'hui.
Les premières vignes en Colombie-Britannique ont été plantés dans les années 1860 à la mission oblate du père Charles Pandosy, un français établi près de Kelowna, dans la vallée de l'Okanagan. Il a fallu attendre les années 1930 pour que le premier établissement vinicole soit établi dans la vallée.
En 1890, il y avait 41 établissements vinicoles au Canada, dont 35 en Ontario. Dans la vallée de l'Okanagan en Colombie-Britannique, ainsi que le long du Saint-Laurent au Québec, c'est plutôt l'Eglise qui a encouragé la plantation de vignes et favorisé l'activité de vinification.
Pendant les 11 ans de la prohibition des alcools au Canada (1916-27), la fabrication et la vente de vin étaient autorisées, et les Canadiens pouvaient acheter des vins sucrés étiquetés comme «portos» et «xérès» avec 20 % d'alcool. À la fin de la prohibition canadienne, un système de commissions provinciales des alcools a été mis en place dans tout le pays pour contrôler et réglementer la production, la distribution et la vente de boissons alcoolisées.
Il a fallu attendre les années 1970 en Ontario et en Colombie-Britannique pour qu'à côté des grandes caves se constituent de petits établissements vinicoles de famille. En 1997, le Canada comptait plus de 110 établissements vinicoles autorisés classés selon la dimension de leur production : grandes entreprises commerciales, établissements vinicoles et exploitations agricoles de petite taille.

## Zones de production

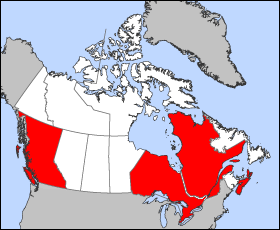
Carte des provinces canadiennes productrices de vins

Au Canada, le programme de certification équivalent aux Appellations d'Origine européennes (VQA) se décline en deux programmes provinciaux, en Ontario et en Colombie-Britannique. Les autres provinces ne peuvent vendre de vin VQA et n'ont pas de régions viticoles déterminées. En Ontario l'organisme de contrôle est VQA Ontario, en Colombie-Britannique c'est BCVQA. Les organismes déterminent également les conditions de production (pour le vin de glace / icewine en particulier)
Les cépages de Vitis vinifera "nobles" (cépages européens tels que le chardonnay, le riesling et le pinot blanc pour les blancs, et pour les rouges : le merlot, le cabernet franc et le pinot noir) sont cultivés au Canada, aux côtés de variétés hybrides telles que le Vidal, Seyval Blanc, Baco Noir et Maréchal Foch, et les variétés de labrusca nord-américaines comme Concord et Niagara (pour la transformation des aliments et de raisins de table). Les vins sont souvent élaborés en monocépage, mais il existe quelques assemblages - appelés "meritage" en anglais.

### Ontario
L'Ontario possède le vignoble le plus étendu au Canada (environ 70 % des surfaces). Environ deux tiers de ce vignoble de 15 000 acres sont plantés avec les variétés nobles européennes; le reste sont des hybrides résistantes au froid.
Les vignobles de l'Ontario s'étirent horizontalement de l'est à l'ouest, des régions viticoles du "Comté de Prince Edward" en passant par la "péninsule du Niagara" et "lac Érié Côte-Nord" (cette zone comprend l'île Pelée, point le plus au sud du Canada et emplacement de la première cave commerciale). Actuellement, il y a 235 établissements vinicoles en l'Ontario, dont 150 inclus dans le programme VQA, couvrant 17 000 acres (dont 14 600 pour la seule région de la péninsule du Niagara, 1 000 dans le lac Érié Côte-Nord et 800 dans le comté de Prince-Édouard). De nouveaux domaines viticoles sont en cours d'établissement dans d'autres régions qui pourraient, si elles continuent à croître, devenir de nouvelle régions viticoles.
Les domaines viticoles de l'Ontario sont situés à la latitude de Bordeaux. Les hivers sont froids (climat continental), mais en termes d'unités de chaleur estivale et de précipitations, l'Ontario est similaire à d'autres régions viticoles de climat frais telles que la Bourgogne. On considère que les Grands Lacs (lacs Érié et Ontario) ainsi que l'escarpement du Niagara ont une influence modératrice du froid et permettent donc aux variétés de Vitis vinifera de pousser. Le chardonnay et le riesling fournissent des vins blancs connus mondialement, qu'ils soient tranquilles ou pétillants. Pour les vins rouges, on produit des pinots noirs, syrah et gamay, ainsi que des assemblages de style bordelais élaborés à partir de cabernet Sauvignon, cabernet et merlot. 
L'Ontario est également la province où l'on produit le plus de vin de glace (icewine) au Canada, et très régulièrement (tous les ans). Ce nectar coûteux, fabriqué à partir de raisins qu'on laisse geler sur la vigne et ensuite pressés dans leur état congelé, s'adresse au marché mondial, et les vins de glace de l'Ontario remportent des médailles très fréquemment dans les concours internationaux. L'Ontario est le plus grand producteur mondial de vin de glace.

### Colombie-Britannique
Il y a cinq régions viticoles définies en Colombie-Britannique: la Vallée de l'Okanagan, la Vallée du Similkameen, la vallée du Fraser, l'île de Vancouver et les îles Gulf. Il y a aussi quatre régions émergentes: Shuswap, North Okanagan, Thompson Nicola et West Kootenays. Au total, les vignerons cultivent une surface d'environ 9800 acres. La région la plus importante, la Vallée de l'Okanagan, où la plupart des domaines et vignobles de la Colombie-Britannique sont situés, est techniquement un désert dont l'extrémité sud borde l'État de Washington. Les températures diurnes ici peuvent atteindre 40 °C, mais les nuits sont très froides, ce qui permet aux raisins de maintenir leur acidité. Cette partie de la vallée aride, est sur la même latitude que le Champagne et le Rheingau, mais, contrairement à ces régions d'Europe du nord, la chaleur intense de l'été, le manque de précipitations et les soirées fraîches exigent que les vignes soient irriguées.
La croissance du nombre d'établissements vinicoles en C.-B. a été exponentielle. En 1990 il y avait 17 établissements vinicoles; le nombre actuel est de 273. Les cépages les plus cultivés sont le Pinot Gris, Chardonnay, Gewurztraminer, Riesling, Sauvignon Blanc, Pinot Blanc et Viognier. La partie sud de la vallée de l'Okanagan est réputée pour ses vins rouges produits à partir de Merlot, Syrah / Shiraz, Pinot Noir, Cabernet Sauvignon, Cabernet Franc et Gamay Noir.

### Québec et Nouvelle-Ecosse
D'autres provinces produisent également du vin: le Québec et la Nouvelle-Écosse. À cause du climat plus froid, il faut utiliser des cépages hybrides comme le Vidal, le Seyval blanc, l'Acadie blanc ou le Maréchal Foch, et modifier les pratiques culturales (buttage des ceps par exemple). La viticulture s'est rapidement développé depuis le milieu des années 90. Les vignobles québécois ont même doublé entre 1996 et 2006. Il y a environ 67 vignobles au Québec et 11 en Nouvelle-Ecosse. Au Québec on a créé en 2010 un programme de certification, de contrôle de la qualité puis en 2014 on a réglementé l'appellation de type Indication géographique protégée nommée IGP Vin de glace du Québec.

## Commercialisation
Le principal vin exporté est le vin de glace, appelé en anglais icewine.
La vente du vin au Canada est régie par des règlements provinciaux, qui confient très souvent l'exclusivité de l'importation et de la distribution à des monopoles d'État (provinciaux), tel la Société des Alcools du Québec (SAQ) et la Commission des liqueurs de l'Ontario (LCBO). Les viticulteurs peuvent toutefois vendre au domaine, et au Québec les vins embouteillés dans la province peuvent être vendus dans les supermarchés.

### Sites internet
- Société des alcools du Québec
- LCBO
- VQA Ontario
- Wines of British Columbia et BC Wine Authority
- Wines of Canada (site privé)
- Association des vignerons du Québec

### Videos
- (en) [vidéo] « The Wines of Ontario » sur GuildSomm, 31 janvier 2017, 11 min.